# Доспат
Доспат (болг. Доспат) — город в Болгарии. Находится в Смолянской области, в историко-географическом регионе Чеч, входит в общину Доспат. Население составляет 2110 человек (2022).

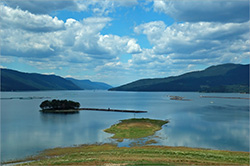
Доспат (водохранилище)

## Политическая ситуация
Кмет (мэр) общины Доспат — Антим Даринов Пыржанов (Движение за права и свободы (ДПС)) по результатам выборов 2007 года в правление общины.

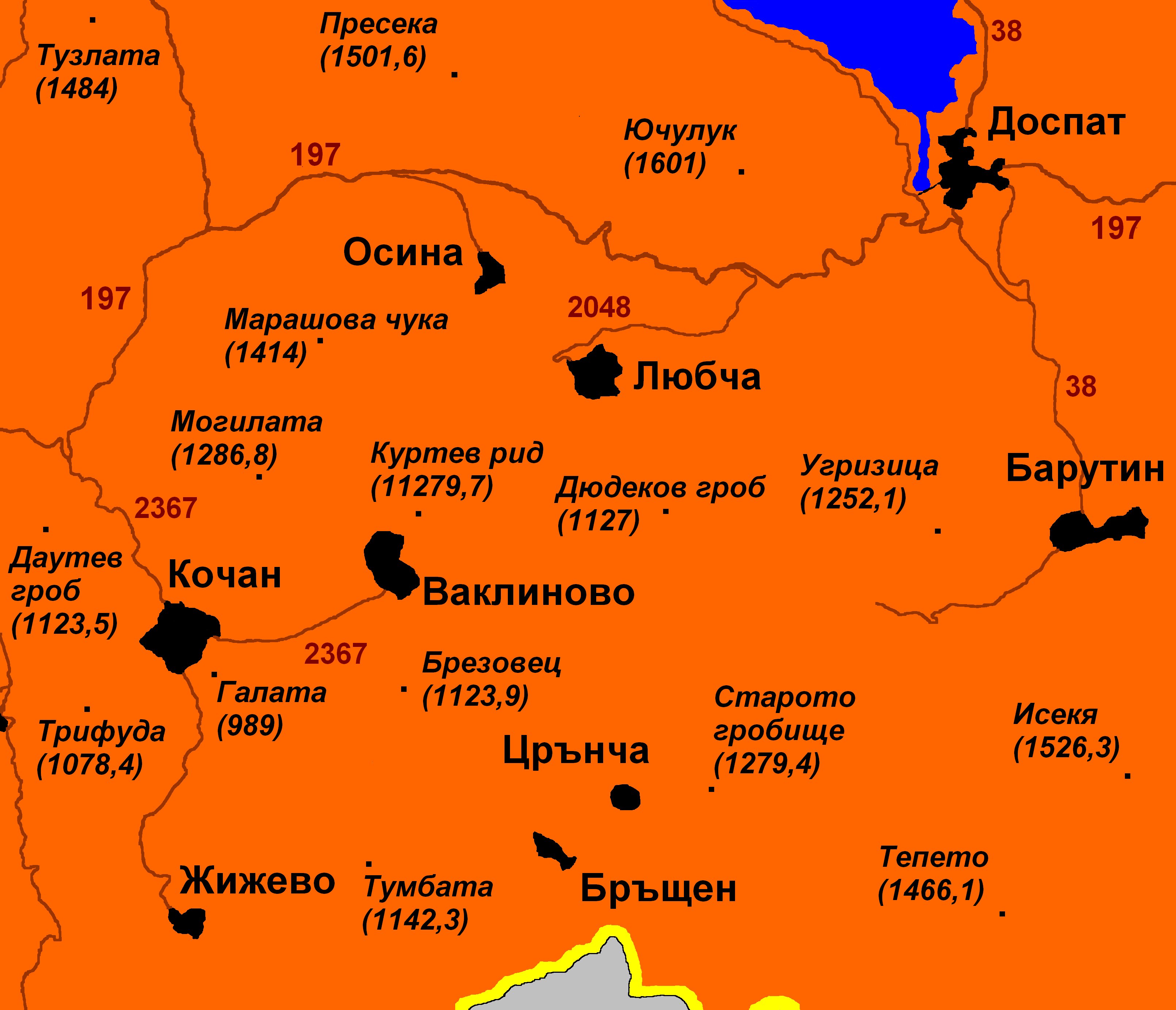
Окрестности города